# 딕 패럴
딕 패럴(Dick Farrel, 본명: 패럴 오스틴 레빗 Farrel Austin Levitt, 1956년 8월 1일 ~ 2021년 8월 4일)은 미국의 보수 라디오 진행자, 반백신 활동가이다.
뉴욕 퀸스에서 태어나 뉴욕 시립 대학교 퀸즈 칼리지를 졸업했다. 뉴욕에서 라디오 방송을 하다가 1983년 플로리다주로 옮겼다. 플로리다의 WJUP-LP와 WFLN 방송국에서 일했다. 과장되고 자극적인 말투로 미국 보수 공화당의 정치 성향을 대변하는 라디오 진행자였다. 보수 언론인 뉴스맥스의 임시 진행을 맡기도 했다.
코로나19 범유행 기간동안 패럴은 사회관계망서비스(SNS)를 통해 코로나19 허위 정보를 적극적으로 퍼뜨렸다. 그는 범유행 자체를 ‘사기(scam)’라 부르며 사람들에게 코로나19 백신 접종을 거부할 것을 부탁하고 미국 국립보건원 전염병 연구소장인 앤서니 파우치를 거짓말쟁이로 몰았다. 2021년 여름 패럴은 코로나19에 감염되어 급격히 몸 상태가 악화돼 입원하였다. 그의 친구들에 따르면 그는 병상에서 그가 백신 접종을 받지 않고 다른 이들에게도 받지 않도록 말한 것을 후회했다고 한다. 8월 4일 딕 패럴은 플로리다주 웨스트팜비치에서 코로나19 합병증으로 사망했다.